# Aragóniai Nyelvi Akadémia
Aragóniai Nyelvi Akadémia (aragónul: Academia de l'Aragonés, spanyolul: Academia del Aragonés) a spanyolországi aragóniai nyelv (melynek mára 80 ezer beszélője maradt a közel másfélmilliós Aragóniában) védelmére és az egységes irodalmi nyelv kimunkálására létrehozott szervezet. Az aragóniai akadémia megalakításáról 2006. július 15-én született döntés a II. Aragóniai Kongresszuson.
Aragónia autonóm kormánya nem ismerte még el a szervezetet, hivatalosan ezért kulturális egyesületként szerepel, s a neve úgy szerepel a dokumentumokban, mint Estudio de Filología Aragonesa (Aragóniai Filológiai Tanulmányok).
Az akadémia első ülését 2006. október 28-án tartotta Zaragozában, elnökké pedig Manuel Castán Espotot választották.
Az akadémia tevékenysége az aragón nyelv megőrzése mellett egységes helyesírás megteremtése, a nyelvtani és hangtani szabályok lejegyzése, az egységes irodalmi nyelv kialakítása, továbbá a még fennálló aragón nyelvjárások lejegyzése és védelme is.
Jelenleg 24 rendes tagja van. 2007. május 14-én öt tiszteletbeli tagot is kineveztek, akik külön kitüntetésben részesültek november 24-én. Köztük van két külföldi nyelvész, a brit Brian Mott és a svájci Michael Metzeltin.

## Külső hivatkozások
- Hivatalos weboldal